# Еміграція євреїв з мусульманських країн

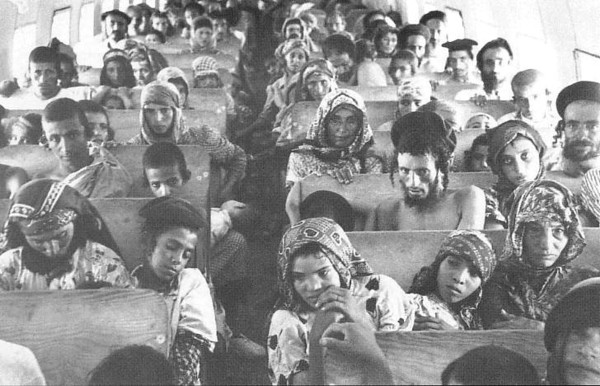
Єменські євреї на борту літака, що вивозить їх з Адена до Ізраїлю під час операції «Чарівний килим» (1949—1950).

Вихід євреїв із мусульманських (переважно арабських) країн — масова еміграція євреїв із арабських та інших мусульманських країн у ході XX століття. Репатріація євреїв Близького Сходу та Північної Африки в сучасний Ізраїль почалася ще наприкінці XIX століття і стала масовою після утворення Держави Ізраїль та Війни Ізраїлю за незалежність (1948). Міграцію також підштовхнули масові єврейські погроми 1940-х років у великих арабських містах (у Багдаді, Каїрі, Адені, Триполі, Манамі, Алеппо та інших містах).
У період з 1948 до початку 1970-х років з арабських країн емігрували добровільно, бігли або були вигнані від 800 тис. до 1 млн арабських євреїв. З них 260 тис. прибули в Ізраїль в період 1948—1951 років, і ще 600 тис. до 1972 Ліван був єдиною арабською країною, єврейське населення якої після 1948 збільшилося, оскільки він був проміжним пунктом на шляху єврейської міграції до Ізраїлю. Однак до 1970-х років у результаті громадянської війни в Лівані єврейське населення цієї країни також суттєво поменшало. До 2002 року вихідці з арабських країн та їхні нащадки становили 41 % населення Ізраїлю.

## Історичні передумови
Подібно до інших меншин в арабських країнах, євреї нерідко зазнавали утисків з боку арабської більшості, що стало однією з причин поширення сіоністських ідей. З іншого боку, сіонізм закликав покинути землю, де євреї жили протягом багатьох поколінь. Поширення ідей сіонізму збіглося з періодом арабської боротьби за незалежність (тоді — проти Османської імперії), заручниками якої в ряді випадків ставали євреї. Арабські націоналісти виганяли їх із рідних місць та відбирали майно.
Репатріація євреїв до Землі Ізраїлю з європейських, близькосхідних та північноафриканських країн у Оттоманський період постійно зростала, проте лише до кінця 19 століття міграція з близькосхідних країн стала більш масовою. Першою великою міграцією був переїзд єменських євреїв.
Наприкінці 19 — початку 20 століття Близьким Сходом і Північною Африкою прокотилася хвиля погромів проти євреїв, яких араби розглядали як союзників Османської імперії, що слабшала, а після поразки в 1-й світовій війні зникла. Це змусило євреїв на мусульманських землях задуматися про нове місце проживання.

### Евакуації у підмандатній Палестині
У ході заворушень 1920 року в Набі-Муса загинуло 4 араби та 5 євреїв, 216 євреїв та 23 араби отримали поранення. Більшість жертв належали до євреїв, які жили в Палестині до початку алії.
Під час заворушень у Яффі (1921) тисячі єврейських жителів Яффи втекли до Тель-Авіва, де були тимчасово поселені в наметових таборах на узбережжі.
Після палестинських погромів 1929 року, під час яких загинуло 133 євреї, на вимогу британської влади єврейські громади Гази та Хеврона були евакуйовані британськими військами. Якщо не брати до уваги кількох сімей, які повернулися до Хеврону в 1931 році, їхня власність і будинки були захоплені арабами.

### Зростання антисемітизму в арабських країнах
У червні 1930 року закінчився Британський мандат у Месопотамії, а в жовтні 1932 року там була створена держава Ірак. У відповідь на вимогу автономії з боку ассирійців — християн іракська влада у серпні 1933 року влаштувала криваву різанину. Для євреїв це була перша ознака того, що нова влада не збирається поважати права меншин. Король Фейсал I, відомий своєю ліберальною позицією, помер у вересні 1933 року. Його наступником став син Газі I, який надавав підтримку націоналістичним організаціям, які, своєю чергою, черпали підтримку серед арабських мігрантів із Сирії та Палестини. Натхнення викликало у них арабське повстання в підмандатній Палестині (1936—1939) — інспіроване єрусалимським пронацистським муфтієм Хадж-Аміном аль-Хусейні. Арабські мігранти сповідували ідеологію панарабізму та розглядали євреїв як своїх основних ворогів.
Пропаганда німецьких нацистів набула популярності серед іракських націоналістів, від яких вона стала поширюватися по всьому арабському світу. Почалося мовлення Берлінського радіо арабською мовою. У період між 1936 і 1939 роком 10 євреїв в Іраку було вбито, було 8 випадків метання бомб в єврейські житла та магазини.
У червні 1941 року в Іраку стався пронацистський переворот, який очолив Рашид Алі аль-Гайлані. За підтримки британських військ переворот був придушений, проте в обстановці безвладдя, поки результат протиборства ще був незрозумілий, у Багдаді стався кривавий погром («Фархуд»), в ході якого було вбито близько 180 євреїв і втратили майно близько 50 000 євреїв. Почалася масова (головним чином нелегальна) втеча євреїв з Іраку; до 1949 швидкість нелегальної міграції досягла 1000 чоловік на рік. Усього протягом 1941—1949 років Ірак залишило 10 000 євреїв.
У ході 2-ї світової війни на більшій частині Північної Африки панували або пронацистський режим Віші, або фашистська Італія; крім того, туди вторгся гітлерівський Африканський корпус Роммеля. На цих територіях євреї були позбавлені прав, хоча у нацистів та їхніх сателітів не дійшли руки до тотального знищення, як в окупованій Європі. У 1942 році німецькі війська зайняли лівійське місто Бенгазі, де знаходився великий єврейський квартал, розграбували його і відправили через пустелю до трудових таборів 2000 євреїв, з яких загинув кожен п'ятий. На той час більшість євреїв Лівії жила в містах Триполі та Бенгазі, дещо менше — у містах Аль-Байда та Місурата.
Після визволення Північної Африки від нацистів антиєврейські настрої серед арабів збереглися. Спалахнули нові погроми, з яких найбільш жорстоким був погром у Триполі 1945 року, коли за кілька днів було вбито понад 130 євреїв, у тому числі 36 дітей, сотні було поранено, 4000 людей залишилося без даху над головою, 2400 були повністю розорені. Було знищено 5 синагог у Триполі та 4 у провінційних містах, тільки в Триполі розграбовано понад 1000 єврейських домівок. Того ж року погроми прокотилися в інших арабських містах. У ході Каїрського погрому (1945) було вбито 10 євреїв.

## Еміграція з арабських країн (1948—1972)
Прийняття ООН 29 листопада 1947 року резолюції про створення в колишній підмандатній Палестині двох держав, єврейської та арабської, в арабських країнах зустріли погромами. Спочатку це був Аденський погром 1947 року в південному Ємені та Алеппський погром 1947 року в Сирії з десятками вбитих. У 1948 році хвиля насильства захлеснула Єгипет, Марокко та Ірак, і в тій чи іншій мірі торкнулася всіх арабських країн. У цей же час нові незалежні арабські держави почали вживати заходів щодо маргіналізації та переслідування євреїв для того, щоб змусити їх емігрувати до Ізраїлю.
Політолог Гай Бехор наводить текст проекту закону (порівнюючи його з нацистськими Нюрнберзькими законами), розробленого Політичним комітетом Ліги арабських держав ще до прийняття «Плану ООН про поділ Палестини» — у червні 1946 та у вересні 1947 року, спрямованого на і вимушену еміграцію євреїв із цих країн для того, щоб «затопити молоду єврейську державу […] сотнями тисяч зубожілих єврейських біженців», і фактично реалізованого в наступні роки. Рішення ЛАД стали відомі ізраїльській розвідці, але у світлі військової загрози проблема етнічних чисток в арабських країнах відійшла на другий план. Документ опублікований лише у наш час.
У Лівії євреїв позбавили громадянства, а в Іраку конфіскували їхню власність. Євреї, які були змушені залишити країну, не мали права на вивезення власності. У період 1949—1950 ізраїльський уряд провів операцію «Чарівний килим» (також відому як «Орлині крила») з вивезення 50 000 євреїв із Ємену. З 1949 по 1951 рік євреї масово переселялися з Лівії до Ізраїлю. У період 1950—1952 року Ізраїль здійснив вивезення 130 000 людей з Іраку. У всіх цих випадках понад 90 % місцевих євреїв вважали за краще залишити країну свого проживання, навіть незважаючи на втрату майна.
Загальна кількість євреїв, які залишили арабо-мусульманські країни з 1948 по початок 1970-х років, становить від 800 тис. до 1 млн. Ряд дослідників розглядають інші рамки єврейської міграції з ісламських країн: з 1944 по 1964 рік, коли до Ізраїлю переїхало близько 700 тисяч. євреїв, часто втративши майже всю власність.
Всесвітня організація євреїв з арабських країн (WOJAC) опублікувала у 2006 році оцінку, згідно з якою вартість власності євреїв, залишеної ними в арабських країнах внаслідок вимушеної еміграції, склала понад 100 млрд доларів. У 2007 році оцінку було переглянуто у бік збільшення до 300 млрд доларів. Площа нерухомості, кинутої євреями, оцінюється в 100 000 кв. кілометрів (що у 4 рази перевищує площу Ізраїлю).

### Алжир
У 1940-1943 роках євреї Алжиру зазнали репресій вішистської влади і були позбавлені громадянства. Після приходу до країни союзників їхні права було відновлено.
Після отримання Алжиром (1962) незалежності від Франції 140 тис. євреїв, які мешкали в основному в містах уздовж Середземного моря — Алжир, Бліда, Константіна та Оран, були знову позбавлені громадянства. Частина з них виїхала до Ізраїлю, а інша частина — до Франції, що призвело до відновлення довоєнної чисельності знищеної нацистами французької єврейської громади.

### Бахрейн
Нечисленна єврейська громада Бахрейну, в основному нащадки емігрантів, які прибули до країни на початку 1900-х років з Іраку, становила 1948 року 600 осіб. Ще напередодні голосування ООН про статус Палестини 29 листопада 1947 року, на 2-5 грудня було призначено демонстрацію арабів. Два дні «демонстранти» обмежувалися киданням каменів у євреїв, але 5 грудня натовп у столиці Манамі пограбував будинки і магазини євреїв, знищив єдину в місті синагогу, бив євреїв, які траплялися на шляху, і вбив одну стару жінку.
Ця подія була скоріше винятком у Бахрейні, де становище євреїв було загалом добрим. Еміграція тамтешньої єврейської громади розтяглася на десятиліття, більшість євреїв поїхали до Великобританії. До 2006 року в країні залишилося лише 36 євреїв. Загалом у країні зберігається терпиме ставлення до євреїв.
Деякі з небагатьох євреїв, що лишилися, відіграють активну роль у суспільному житті. Ібрахім Ноно у 2002 році був обраний членом верхньої палати парламенту, Консультативної ради. Єврейка очолює бахрейнське відділення міжнародної правозахисної організації Human Rights Watch Society. У ході виборів 2006 року одна з кандидатів, письменниця Муніра Фахро, заявила: «У моєму окрузі мешкають 20—30 євреїв. Я вимагатиму їхнього благополуччя».

### Єгипет
1948 року в Єгипті проживало близько 75 тис. євреїв. На сьогодні від них залишилося близько 100 осіб, переважно в Каїрі.
Сучасний вихід євреїв з Єгипту почався після Каїрського погрому (1945), але до 1948 він не приймав великих масштабів. У червні 1948 року бомбою, підірваною в караїмському кварталі Каїра було вбито 22 людини. У липні 1948 було скоєно напад на єврейські магазини та Каїрську синагогу, було вбито 19 євреїв. Сотні євреїв було заарештовано, а їхнє майно конфісковано. До 1950 Єгипет залишило близько 40 % єврейської громади країни.
У 1951 році було організовано масове поширення книги «Протоколи сіонських мудреців» у перекладі арабською, що викликало нові антисемітські ексцеси. У 1954 році справа Лавона (провал серії терактів, що їх мали організувати ізраїльскі спецслужби в Єгипті) стала новим приводом для нападів на євреїв.
У жовтні 1956 року, розпочавши Суецьку кризу, єгипетська влада заарештувала близько 1000 євреїв і конфіскувала близько 500 підприємств і магазинів, що їм належали. У мечетях Каїра та Александрії було зачитано звернення, де євреїв називали «сіоністами» та «ворогами держави». Були конфісковані банківські рахунки, що належали євреям. Багато євреїв втратили роботу, їм було заборонено працювати юристами, інженерами, лікарями та вчителями. Тисячі євреїв були змушені залишити країну. Їм дозволялося взяти з собою 1 валізу і трохи грошей, підписавши дарчу на всю власність на користь єгипетської держави. Як повідомляли іноземні спостерігачі, родичі тих, хто виїжджав, ставали заручниками на випадок, на той випадок, якщо емігранти потім висловлюватимуться проти єгипетського уряду. У період 1956—1957 єврейське населення Єгипту зменшилося до 15 тис. чоловік.
У 1965 році уряд президента Насера випустив англійською мовою памфлет під назвою «Ізраїль, ворог Африки», і став поширювати його англомовними країнами Африки. Памфлет часто посилався на «Протоколи» і книгу Г. Форда «Міжнародне єврейство» і переконував читача, що євреї — це ошуканці, злодії та вбивці.
Під час Шестиденної війни (1967) багато євреїв було заарештовано і зазнали тортур, а їхні будинки були конфісковані.

### Ірак
У 1941 році в обстановці безвладдя, коли в країні відбувалася боротьба між пронацистським угрупуванням аль-Гайлані і пробританськими силами, в Багдаді спалахнув погром («Фархуд»), в ході якого було вбито близько 180 євреїв і 240 поранено, зруйновано 99 єврейських будинків.
До 1948 року в Іраку залишалося близько 150 тис. євреїв, переважно у містах Багдад і Басра. Як і більшість країн Ліги арабських держав, Ірак після 1948 року заборонив єврейську міграцію, посилаючись на те, що вона може посилити державу Ізраїль. Всупереч заборонам у 1949 році з Іраку втікало по 1000 євреїв на місяць.
Намагаючись утримати під контролем витік капіталів із країни, у березні 1950 року іракський уряд ухвалив закон терміном на 1 рік, дозволяючи євреям емігрувати при відмові від іракського громадянства. Все майно тих, хто виїжджав, передавалося іракській державі. Спочатку Ізраїль не міг прийняти всіх біженців з Іраку, але потім почав операцію «Езра і Нехемія» для того, щоб евакуювати з Іраку якомога більше своїх побратимів.
Єврейська громада Багдада налічувала у 2003 році 20 осіб, у 2009 році 8 осіб. Синагога та єврейський цвинтар у Багдаді були закриті у 2004 році. Інша синагога в портовому місті Басра була перетворена на склад.

### Ліван
Найдавніші єврейські громади влаштувалися на землях майбутнього Лівану близько 300 року до н. е. До 1948 єврейське населення країни становило близько 24000 чоловік. Найбільші громади існували в Бейруті та в селищах біля підніжжя Ліванських гір: Дейр-ель-Камар, Барук, Бешамун та Хасбая. Якщо до війни за французької адміністрації становище євреїв поліпшилося порівняно з часами Османської Туреччини, то під час режиму Віші права євреїв були значно обмежені. Після війни євреї підтримали незалежність Лівану.
На відміну від інших арабських країн, під час війни за незалежність Ізраїлю єврейська громада країни не зазнавала переслідувань. Більше того, після 1948 року Ліван був єдиною арабською країною, де єврейська громада не зменшувалася, а зростала, в основному через приплив єврейських біженців із Сирії та Іраку.
Незважаючи на це, після 1948 антиєврейські настрої в країні посилилися. До 1967 року багато з тутешніх євреїв емігрували до США, Канади, Франції та Ізраїлю. Багато євреїв постраждали під час громадянської війни в Лівані (1975—1990). 1971 року сирійськими агентами було викрадено 69-річного Альберта Елія, генерального секретаря ліванської єврейської громади. Він був ув'язнений у сирійську в'язницю і піддався тортурам поряд з рядом сирійських євреїв, які намагалися залишити країну. Сирійський диктатор Хафез Асад відмовився випустити його навіть за клопотанням посланця ООН принца Садруддіна Ага Хана.
У 1980-ті роки Хезболла викрала низку єврейських підприємців Лівану.
Згідно зі списками виборців муніципальних виборів 2004 року, у них брав участь лише один єврей-виборець. В даний час залишки єврейської громади Лівану налічують від 20 до 40 осіб.

### Лівія
У листопаді 1945 року у Триполі відбулася серія погромів. Протягом кількох днів було вбито понад 130 євреїв, у тому числі 36 дітей, поранено кілька сотень, безпритульними залишилося 4000 осіб та 2400 було розорено. Також було зруйновано 5 синагог у Триполі та 4 в інших містах Лівії У червні 1948 р. відбулася нова серія погромів, у ході яких було вбито 15 євреїв та зруйновано 280 єврейських будинків.
У 1948 році в Лівії жило близько 38 тис. євреїв. У період між проголошенням Держави Ізраїль у 1948 та незалежністю Лівії у грудні 1951 року понад 30 тис. євреїв емігрували до Ізраїлю. У 1967 році під час Шестиденної війни єврейське населення, яке на той час становило всього 4 тисячі осіб, знову зазнало погромів, в ході яких 18 людей було вбито і багато людей було поранено. Лівійський уряд вимагає від євреїв «тимчасово» залишити країну, дозволивши кожному взяти з собою 1 валізу та грошовий еквівалент 50 доларів США. У червні та липні 1967 через Італію 1300 людей виїхали до Ізраїлю, 2200 залишилися в Італії і ще кілька сотень вирушили до США. У Лівії залишилися лише небагато.
У 1970 році диктатор Каддафі випустив нові закони, за якими все майно євреїв відбиралося в обмін на облігації терміном на 15 років, при настанні терміну євреї не отримали нічого: Каддафі пояснив, що «підтримка євреями Ізраїлю позбавила їх права на це майно».
Хоча головна синагога Триполі була відреставрована у 1999 році, вона залишається закритою для релігійної служби. Остання єврейка Лівії, Есмеральда Мегнагі, померла у лютому 2002 року. В даний час в Ізраїлі проживають близько 40 тис. євреїв лівійського походження.

### Марокко
Під час Другої світової війни режим Віші в Марокко встановив дискримінаційні закони проти євреїв. Зокрема, тим заборонялося отримувати будь-які кредити, вони були вигнані з районів, населених європейцями, були встановлені обмеження на зайняття євреями певних посад та професій, зокрема юристів та медиків. Султан (1927—1961) Мухаммед V висловив своє особисте неприйняття вішистських антиєврейських законів і запевнив лідерів марокканської єврейської громади, що ніколи не зробить замах «ні на них особисто, ні на їх майно», хоча існують сумніви в його активній позиції в цьому питанні.
У червні 1948 року невдовзі після проголошення утворення держави Ізраїль і в середині першої арабо-ізраїльської війни відбулися погроми в містах Уджда і Джерада, в ході яких було вбито 44 євреї. Незабаром після погрому 1948—1949 років із Марокко до Ізраїлю виїхало 18 тис. євреїв. Хоча еміграція тривала й у наступні роки, її швидкість впала до кількох тисяч чоловік на рік.
У 1956 році колишній французький протекторат Марокко отримав незалежність. Євреї зайняли низку важливих постів у незалежній країні; зокрема, троє стали депутатами парламенту, а один — Леон Бенсакен — на короткий час став міністром пошти та телеграфу (хоча після нього жоден єврей до кабінету міністрів не входив). Незважаючи на вельми дружнє ставлення до євреїв на рівні уряду, у нижніх верствах населення панували інші настрої, від традиційної настороженості до ворожнечі. У результаті еміграція зросла з 8171 чоловік у 1954 році до 24 994 у 1955 та ще більше посилилася у 1956.
У 1956—1961 роках еміграція до Ізраїлю була заборонена законом, проте тривала таємно: під час її Марокко залишили ще 18 тис. євреїв. 10 січня 1961 року судно, яке перевозило єврейських біженців, затонуло біля північного узбережжя Марокко. Негативна світова реакція змусила короля Мухаммеда V знову дозволити єврейську еміграцію. В період з листопада 1961 року по 1964 рік була проведена операція "Яхін", якій передували переговори з владою Марокко. За кожного єврея-емігранта країна отримував компенсацію - півмільйона як перший внесок і плюс по 100 доларів за кожного єврея до 50 тисяч емігрантів, потім по 250 доларів за кожного єврея. Протягом трьох наступних років країну залишило понад 70 тис. євреїв. До 1967 року у країні залишалося лише 50 000 євреїв.
Шестиденна війна 1967 року посилила ворожість арабів до євреїв у Марокко, звідки тривала міграція євреїв. На початку 1970-х років єврейська громада зменшилася до 25 000 осіб. Євреї продовжували виїжджати до Франції, Бельгії, Іспанії та Канади.
Незважаючи на дедалі меншу чисельність, євреї досі відіграють важливу роль у житті Марокко. Старшим королівським радником є єврей Андре Азулай. Єврейські школи та синагоги отримують державні субсидії. Водночас, ісламістські групи загрожують євреям у країні, а 2003 року кілька людей стали жертвами вибухів у Касабланці. Покійний король (1961—1999) Хасан II неодноразово закликав євреїв, що емігрували, повернутися, але реальних наслідків ці заклики не мали.
Якщо станом на 1948 р. в Марокко жило понад 250 000 -265 000 євреїв, то в 2000 їх залишилося всього 5230 осіб (за оцінками).

### Судан
Єврейська громада в Судані переважно населяла його столицю Хартум, з другої половини 19 століття. До середини 20 століття громада становила близько 350 євреїв, переважно сефардського походження. Існувала синагога та єврейська школа. У 1948-1956 роках чимало євреїв залишили країну і до початку 1960-х громада зникла.

### Сирія
У 1947 погромники спалили єврейський квартал міста Алеппо, вбивши 75 осіб. Незабаром Алеппо залишила приблизно половина його єврейського населення. 1948 року в Сирії залишалося близько 30 тис. євреїв. Уряд Сирії наклав на євреїв низку обмежень, у тому числі на еміграцію. Протягом кількох наступних десятиліть багатьом євреям вдалося втекти за сприяння активістів, зокрема Джуді Фельд Карр, які допомагали таємно вивезти євреїв за кордон, а також привертали світову увагу до їхнього стану.
Після Мадридської конференції (1991) США почали чинити тиск на уряд Сирії для того, щоб останнє послабило обмеження, накладені на євреїв. На Пасху 1992 року сирійський уряд почав видавати євреям кілька виїзних віз за умови, що ті емігрують не до Ізраїлю. На той момент у країні мешкало кілька тисяч євреїв. До початку XXI століття в країні залишилося всього кілька сотень євреїв, інші емігрували в основному до США та Ізраїлю.
Зараз велика та активна громада євреїв сирійського походження проживає в Південному Брукліні, Нью-Йорк. В 2004 уряд Сирії спробував налагодити відносини з емігрантами, і навесні того ж року країну відвідала делегація євреїв — вихідців з Сирії.

### Туніс
1948 року в Тунісі жило близько 105 тис. євреїв. В даний час (2010) громада налічує не більше 1500 осіб — в основному на острові Джерба, в містах Туніс та Зарзіс. Незабаром після здобуття Тунісом незалежності від Франції (1956) антисемітська політика уряду призвела до масової еміграції євреїв: приблизно половина виїхала до Ізраїлю, а друга половина до Франції. У 1967 році в результаті переможної для Ізраїлю війни нападки на євреїв посилилися, а еміграція до Франції та Ізраїлю прискорилася. Помітні напади на євреїв мали місце в 1982, 1985 і в 2002 році, коли Аль-Каїда влаштувала вибух бомби біля синагоги на острові Джерба, який вбив в основному німецьких туристів, лише 21 людина.

### Ємен, протекторат Аден, Джибуті
На землях, що утворюють сучасний Ємен, у 1948 році жило близько 63 тис. євреїв. На початку XXI століття їх залишилося лише 200 людина. 1947 року в місті Аден погромники вбили не менше 80 осіб. У 1948 році новий імам зейдитів Ахмад бін Ях'я дозволив євреям покинути Ємен. Ізраїльський уряд організував операцію «Чарівний килим» («Орлині крила»), під час якої в 1949—1950 з Ємену до Ізраїлю було евакуйовано близько 44 тис. євреїв Репатріація тривала до 1962 року, коли розпочалася громадянська війна в Ємені.

### Єврейське населення в арабських країнах, 1948—2008
1948 року єврейське населення в арабських країнах становило, за різними оцінками, від 758 тис. до 881 тис. осіб (див. таблицю нижче). На цей час (2008) там залишилося не більше 8600 євреїв. У низці арабських країн, таких, як Лівія, де єврейська громада становила до 3 % населення, до теперішнього часу євреїв немає зовсім; в інших єврейська громада становить не більше кількох сотень людей.
| Країна чи територія        | 1948                                 | 1972                                  | 2001    | 2008                           |
| -------------------------- | ------------------------------------ | ------------------------------------- | ------- | ------------------------------ |
| Південний Ємен             | 8000                                 |                                       | ~0      | ~0                             |
| Алжир                      | 140 000                              | 1000                                  | ~0      | ~0                             |
| Бахрейн                    | 550-600                              |                                       | 36      | близько 50                     |
| Єгипет                     | 75 000 -80 000                       | 500                                   | ~100    | 100 у 2006 році                |
| Ірак                       | 135 000 -140 000                     | 500                                   | ~200    | менше 100 </br> 7-12 у Багдаді |
| Ліван                      | 5000 -20 000                         | 2000                                  | < 150   | 20-40 тільки в Бейруті         |
| Лівія                      | 35 000 -38 000                       | 50                                    | 1       | 0                              |
| Марокко                    | 250 000 -265 000                     | 31 000                                | 5230    | 3000 у 2006 році               |
| Палестина (Західний берег) | 10 000 (упало до 0 після війни 1948) | (Новий приплив єврейських поселенців) |         |                                |
| Судан                      | 350                                  |                                       | ~0      | ~0                             |
| Сирія                      | 15 000 -30 000                       | 4000                                  | ~100    | 100 у 2006 році                |
| Туніс                      | 50 000 -105 000                      | 8000                                  | ~1000   | 1100 у 2006 році, оцінка       |
| Ємен                       | 45 000 -55 000                       | 500                                   | 400-600 | 330 -350                       |
| Усього                     | 758 350—881 350                      |                                       | <7300   | <6400                          |

## Вихід із неарабських мусульманських країн
| Країна чи територія | Єврейське населення, 1948                | Єврейське населення, 1972 | Єврейське населення, 2001 | Єврейське населення, 2008                        |
| ------------------- | ---------------------------------------- | ------------------------- | ------------------------- | ------------------------------------------------ |
| Афганістан          | 5000                                     | 500                       |                           | 1                                                |
| Бангладеш           | Невідомо                                 |                           |                           | від 175 чоловік до 3500                          |
| Іран                | 70 000—120 000, 100 000, 140 000—150 000 | 80 000                    |                           | 10 800 у 2006 році                               |
| Іранський Курдистан | 50 000                                   |                           |                           | Невелика кількість у містах Санандадж та Мехабад |
| Пакистан            | 2000-2500                                | 250                       |                           | Близько 200 осіб у Карачі                        |
| Туреччина           | 80 000                                   | 30 000                    |                           | 17 000 у 2010 році                               |
| Усього              | 202 000—282 500                          |                           |                           | 32 000                                           |

### Афганістан
У 1948 році в Афганістані залишалося лише 5 тис. євреїв. Хоча до 1950 євреїв не випускали з Афганістану, з червня 1948 до червня 1950 459 євреям вдалося виїхати до Ізраїлю (в основному через Іран або Індію, куди вони тікали ще у 1944). З кінця 1951 року була дозволена еміграція євреїв, і до 1967 року кількість афганських євреїв, що переселилися в Ізраїль, досягла 4 тисяч. За оцінними даними, 1969 року в Афганістані залишалося близько 300, а 1973 — близько 200 євреїв.
Військовий переворот 1973 року, внаслідок якого Афганістан був проголошений республікою, державний переворот 1978 року, вчинений Народно-демократичною партією, вторгнення радянських військ у 1979 році призвели до важкої та затяжної громадянської війни. Більшість єврейського населення залишили країну. У 1995 році за оцінкою в Афганістані жили 10 євреїв, всі в Кабулі. У листопаді 2001 року після звільнення Кабула військами Північного альянсу за підтримки США в місті залишалися два літні євреї, зберігачі синагоги. Один із них помер у січні 2005 року, залишивши Зевулона Сіман-Това останнім євреєм в Афганістані. У 2021 році Сіман-Тов залишив країну, переїхавши, за деякими даними, до США
Понад 10 тисяч афганських євреїв мешкають зараз в Ізраїлі. Близько 200 сімей — у Нью-Йорку (США).

### Іран
На момент проголошення Держави Ізраїль 1948 року в Ірані жило близько 140 000—150 000 євреїв. Це був історичний центр персомовного єврейства, гілками якого були гори на Кавказі, бухарські євреї в Середній Азії та ряд інших субетнічних груп. З того часу близько 85 % євреїв емігрували або до Ізраїлю, або до США. Міграція особливо прискорилася після Ісламської революції (1979), коли кількість євреїв в Ірані скоротилася з 100 000 до 40 000 чоловік.
16 березня 1979 року Хабіб Елганіан, почесний керівник єврейської громади, був заарештований і звинувачений у корупції, контактах з Ізраїлем та сіонізмі, «дружбі з ворогами Аллаха», «війні проти Аллаха та його посланця» та «економічному імперіалізмі». Ісламський суд засудив його до смерті; вирок було виконано 8 травня. У ході ісламської революції ще 16 євреїв було страчено за звинуваченням у «шпигунстві».
Оцінки сучасного єврейського населення Ірану різняться. У середині і наприкінці 1980-х років їх чисельність становила близько 20 000-30 000 чоловік, піднявшись до 35 000 в середині 1990-х, в основному завдяки високій народжуваності і тому, що євреїв не мобілізували до армії під час ірано-іракської війни. У 2010 р. число євреїв в Ірані складає менше 40 000 осіб, з них близько 25 000 у Тегерані. До цього часу єврейська громада Ірану залишається другою після Ізраїлю серед країн Близького Сходу.
Правники Ісламської республіки невпинно закликають до знищення Ізраїлю, стверджуючи при цьому, що вони не проти євреїв, а проти сіоністів. На підтвердження цієї тези постійно вказують на 1 єврея у складі іранського парламенту (до 2000 р. Манучехр Ельясі, в 2000—2008 Моріс Мотамед, потім Сіамак Мосадек), випускаються фільми та книги про «терпимість до євреїв, але не до сіоністів» — такі, як серіал «Поворот на нуль градусів»). Водночас іранські євреї зазнають щоденної дискримінації у суспільстві та в бюрократичних структурах. Керівників єврейських шкіл, які мають працювати по суботах, призначає ісламське керівництво. Іранський уряд організує «антисіоністські заходи», такі як конкурс карикатур про Голокост.

### Малайзія
У XIX—XX ст. у Малайзії проживало лише кілька десятків єврейських сімей. Якщо не брати до уваги репресій з боку японців у роки війни, вони не відчували на собі помітних обмежень, хоча уряд Малайзії періодично виступає з антиізраїльською риторикою.

### Пакистан
За переписом 1881 року, на території сучасного Пакистану проживало 153 євреї — всі в області Сіндх. До 1919 число євреїв збільшилося приблизно до 650, можливо, у зв'язку з міграцією з Середньої Азії, яка була охоплена війною. До 1947 року в Сіндху було близько 2500 євреїв, більшість проживала в Карачі.
Перша масова міграція євреїв з Пакистану мала місце одразу ж після проголошення незалежної держави Ізраїль у 1948 році.
Активним антисемітом був представник Пакистану в ООН, єврей за походженням — Мухаммед Асад.
У своєму виступі на Другій міжнародній зустрічі лідерів ісламських країн у (1974) прем'єр-міністр Зульфікар Алі Бхутто заявив: «Ми не тримаємо зла по відношенню до євреїв як до народу, але відмовляємося бути гостинними по відношенню до сіоністів, заражених мілітаризмом».
Остання синагога в Карачі, Маген Шалом, була знесена в 1980-і роки за режиму Зія уль-Хака — на її місці було побудовано торговий центр.
Більшість євреїв — вихідців із Карачі нині мешкають в ізраїльському місті Рамла. Вони збудували синагогу, названу Маген-Шалом (Захисник світу) на честь знесеної синагоги в Карачі.
У вересні 2005 року відбулася зустріч міністрів закордонних справ Пакистану та Ізраїлю в Стамбулі, але дипломатичні відносини між двома країнами дотепер (2015) відсутні.

### Туреччина
На момент проголошення Турецької Республіки (1923) на її території жило 200 тисяч євреїв, у тому числі 100 тисяч у Стамбулі. Євреї отримали громадянську рівноправність, проте надалі погроми та переслідування призвели до масової еміграції та чисельність єврейської громади скоротилася в 10 разів.
У ході Стамбульського погрому в ніч з 6 на 7 вересня 1955 року, спрямованого в основному проти греків і вірменів, було завдано шкоди, в основному матеріальної, також євреям. Загалом було спалено та розграбовано близько 4000 магазинів та 1000 приватних будинків, що належали вірменам, грекам та євреям. Незабаром після погрому країну залишило близько 10 000 євреїв.
На кінець 2009 року в Туреччині проживала одна з найчисельніших єврейських громад в ісламському світі — 23 тисячі людей. Це становить трохи більше 0,03 % населення. До вересня 2010 року чисельність громади скоротилася до 17 тисяч осіб за рахунок репатріації в Ізраїль. Більшість із них живе у Стамбулі.

## Абсорбція єврейських мігрантів
За даними Центрального статистичного бюро Ізраїлю, число іммігрантів з арабських та мусульманських країн Азії та Африки з 1948 по 2007 роки становить 765 тисяч осіб.
|                 | 1948—1951 | 1952—1960 | 1961—1971 | 1972—1979 | 1980—1989 | 1990—1999 | 2000—2007 | Усього  |
| --------------- | --------- | --------- | --------- | --------- | --------- | --------- | --------- | ------- |
| Іран            | 21 910    | 15 699    | 19 502    | 9550      | 8487      |           | 1606      | 76 754  |
| Афганістан      | 2303      | 1106      | 516       | 132       | 57        |           | 11        | 4125    |
| Туреччина       | 34 547    | 6871      | 14 073    | 3118      | 2088      | 1095      | 669       | 62 461  |
| Ліван           | 235       | 846       | 2208      | 564       | 179       |           | 36        | 4068    |
| Сирія           | 2678      | 1870      | 3121      | 842       | 995       |           | 31        | 9537    |
| Ірак            | 123 371   | 2989      | 3509      | 939       | 111       |           | 202       | 131 121 |
| Ємен            | 48 315    | 1170      | 1066      | 51        | 17        |           | 57        | 50 676  |
| Лівія           | 30 972    | 2079      | 2466      | 219       | 66        |           | 29        | 35 831  |
| Єгипет та Судан | 16 024    | 17 521    | 2963      | 535       | 352       | 176       | 131       | 37 702  |
| Марокко         | 28 263    | 95 945    | 130 507   | 7780      | 3809      | 2623      | 1890      | 270 817 |
| Алжир           | 3810      | 3433      | 12 857    | 2137      | 1830      | 1317      | 1664      | 27 048  |
| Туніс           | 13 293    | 23 569    | 11 566    | 2148      | 1942      | 1251      | 1584      | 55 353  |
| Усього          | 325 721   | 173 098   | 204 354   | 28 015    | 19 933    | 6462      | 7910      | 765 493 |

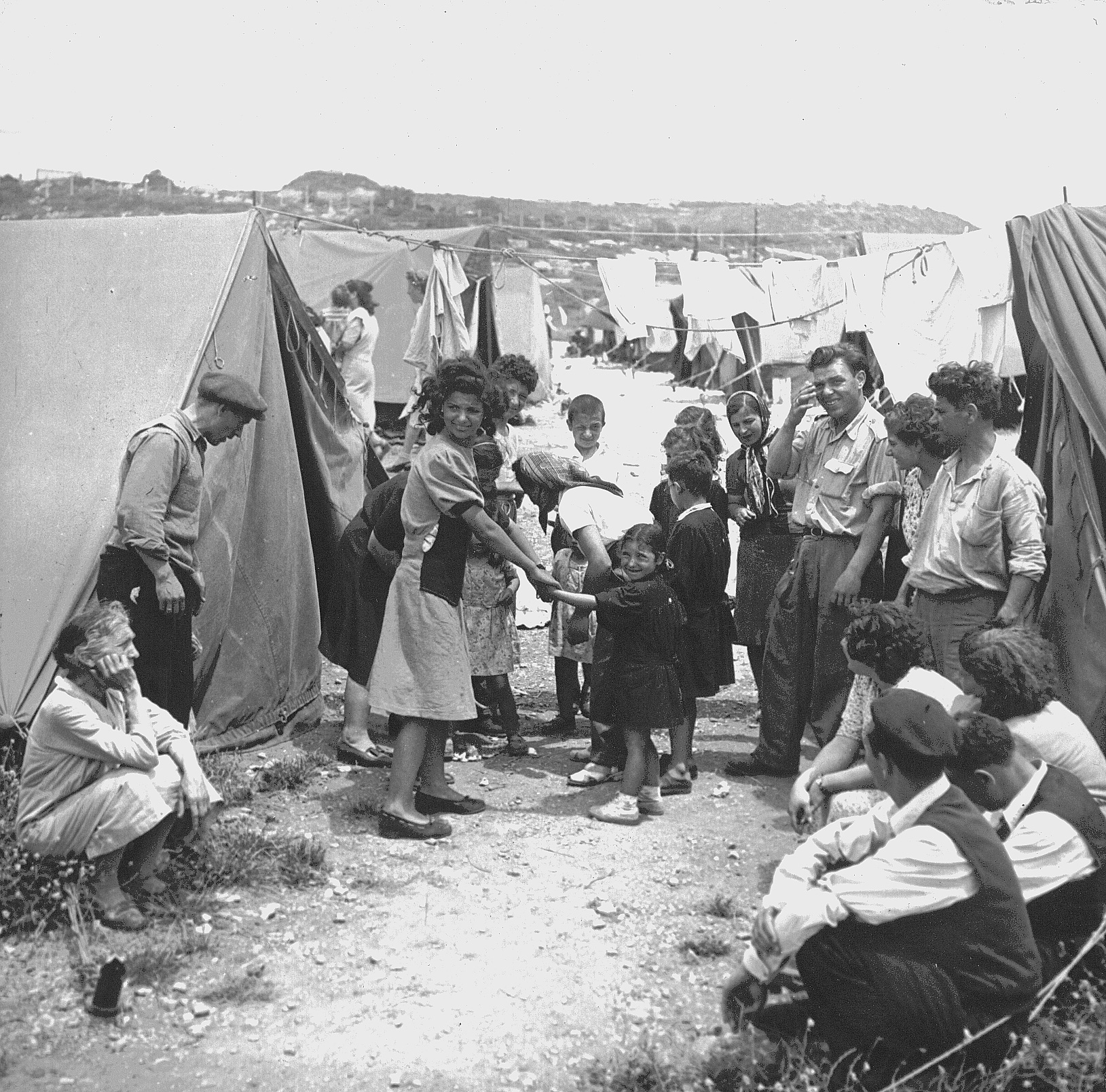
Транзитний табір Маабарот, 1950

Шестиденна війна (1967) призвела до різкого зменшення і так малочисельних на той час єврейських громад в арабських країнах, аж до повного зникнення. Чисельність євреїв в арабо-мусульманських країнах впала з більш ніж 800 000 у 1948 до приблизно 16 000 у 1991. Більшість цих євреїв емігрувала до Ізраїлю. До 2003 року кількість цих євреїв та їхніх нащадків (у тому числі від шлюбів із представниками інших єврейських громад) становила 3 136 436 осіб, або близько 61 % населення Ізраїлю.
З приблизно 900 000 єврейських біженців приблизно 680 000 репатріювалися до Ізраїлю, решта вирушила до Європи (в основному до Франції) і до США. Сотні тисяч єврейських біженців в Ізраїлі були поселені у тимчасових транзитних таборах, званих «маабара» (множина «маабарот»). Ці табори існували до 1963 року. Жителі цих таборів поступово знайшли своє місце у суспільстві Ізраїлю.
Президент WOJAC Хаскель Хаддад стверджує, що власність єврейських біженців в арабських країнах — 100 тисяч квадратних кілометрів землі, тобто у 3,5 рази більше, ніж вся територія Ізраїлю, включаючи Голанські висоти, Газу та Юдею та Самарію. Велика частина цієї території знаходиться в Іраку, Єгипті та Марокко.
В арабській пресі наводиться статистика, згідно з якою до 1948 року в арабських країнах за межами Палестини мешкало близько 800 тисяч євреїв. Майже всі вони були змушені виїхати, а їхнє майно було конфісковано.

## Право на компенсацію
Офіційна позиція уряду Ізраїлю полягає в тому, що євреї залишили арабські країни як біженці, і мають право на компенсацію або повернення власності, втраченої через переслідування та конфіскації в ході вимушеної міграції.
У 2008 році партія ортодоксальних сефардів, Шас, оголосила, що добиватиметься компенсації для єврейських біженців з арабських країн.
Багато джерел в Ізраїлі та за його межами вважають, що існує прямий зв'язок між проблемою арабських біженців та проблемою єврейських біженців з арабських країн, і не можна розглядати їх у відриві один від одного.
Сідней Заблудофф, фахівець із компенсацій жертвам Голокосту, опублікував розрахунок, згідно з яким втрати, зазнані євреями, що залишили арабські країни з 1947 року, становлять 6 млрд доларів, тоді як втрати палестино-арабських біженців близько 3,9 млрд. (обидві суми у цінах 2007 року).

## Позиція ООН
Згідно із заявою віце-президента міжнародної організації «Justice for Jews from Arab Countries» («Справедливість для євреїв з арабських країн»)  доктора Стенді Урмана, з 800 резолюцій ООН, присвячених ситуації на Близькому Сході в період з 1949 по 2009 роки, 163 були присвячені становищу палестинських біженців-арабів, і жодної — євреїв. Подібний підхід характерний і для таких організацій ООН як Рада з прав людини, Економічна та соціальна рада та інші.